# 世界一號
世界一號（英語：World One）是一座位於印度孟買下帕雷爾的超高居住型摩天大樓，于2019年完工，是印度已完工建筑中最高的。它在2011年动工时，预计为117层、442米（1,450英尺），但这一高度未获印度机场管理局批准，后改为现在的高度。

## 外部連結
- Official website（页面存档备份，存于）
- CTBUH.com[]
- Skyscraperpage.com（页面存档备份，存于）
- Emporis.com Archive.today的存檔，存档日期2013-04-09

19°00′09″N 72°49′35″E / 19.00250°N 72.82639°E